# 声景生态学
声景生态学（英語：Soundscape ecology）是生态学的一个分支学科，研究声景在不同时间和空间上的分布及变化模式，及其与人类和环境的关系。
声景生态学认为大气动力学和人为活动可以改变声景，被改变的声景又会反作用于生物和人类，从而影响生物种群和群落动态，同时影响人类健康和对环境的感知。

## 发展史
1960年代末加拿大作曲家默里·谢弗创立声学生态学，呼吁人们关注环境中声音及其与人类活动的关系。1987年美国音乐学家Bernie Krause提出声学栖息地理论，认为每个生态系统都有其独特的生物声学谱。2011年，美国普渡大学的Bryan Pijanowski和意大利乌尔比诺大学的Almo Farina将声学生态学与景观生态学理论结合，主张研究声景的时空分布和生态过程，创立声景生态学。
早期的声景生态学主要研究陆地生态系统中的声景，研究范围包括野生动物、栖息地环境质量、生物多样性、保护成效、气候变化和人类活动对生物多样性影响等，同时开发了一系列声学指标及音频分析工具。随后研究范围逐渐扩展到水上生态系统，研究对象从单一物种类群扩展到多物种类群。

## 研究内容

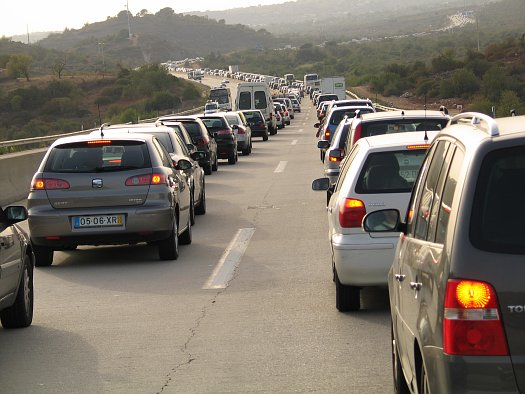
人类活动产生的人造声音是声景生态学中的研究热点

声景生态学研究生物群落中声音的多样性，提出了声学生态位假说和声学适应假说来解释生物声音多样性的成因。声学生态位假说认为, 物种间的竞争会促进不同物种发出的声音在时间和频率上出现分化；声学适应假说认为, 动物发出的声音会根据其所处环境做出适应性改变，提高声音传输的效率。
声景生态学研究生物声音、物理环境声音和人造声音之间的相互作用，研究发现生物的发声会受到包括人造声音在内的环境声音的影响，从而改变动物的发声习惯。
声景生态学的研究发现不同时间和季节的声景与生物的习性有紧密的联系。在城市和农村，声景的时间变化主要受人类活动影响。不同的自然环境和人为环境会使声景呈现出空间上的异质性，从较大尺度上，声景随纬度和海拔的不同会与发声动物的分布密切相关。物种分布会受到气候变化的影响，进而也会从时间和空间上改变声景。声景中人造声音的增加，会使生物声音减少，干扰某些生物的生活习性。同时，人类活动会改变物种栖息地的分布，间接地改变声景的空间格局。
声景生态学通过一系列声学指标来研究生物多样性问题。一些国家建立了区域性的声景监测网络，通过生物的发声对物种进行识别及估算种群大小。

## 研究方法

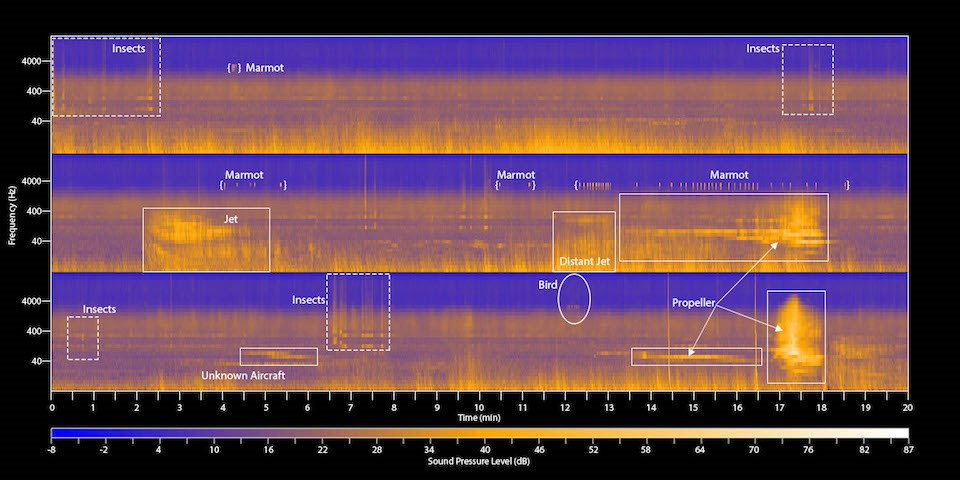
美国雷尼尔山国家公园声景的频谱图。 高亮区域显示了土拨鼠、鸟类、昆虫的声音以及飞机的噪音。

声景生态学通常使用自动录音机（特别是可编程自动录音机）采集环境中的声音信号。对于人类可听声频带之外的声音，超声波采用较高采样频率（400 kHz）录制音频，次声波则会使用次声波探测器。自动录音机通常布设在野外调查点，按照预定的启动时间和录音时长录制声音。
采集到的声音制作成声谱图用于分析。声景生态学着重于分析录音数据的音频频域和时域特征，并通过声景指数来描述生物多样性。声景指数约有60余种，主要可分为α声学指标（用于评估声景中声音的多样性或复杂性）和β声学指标（用于评估不同生物群落间或同一群落不同时段间的声音多样性）两大类。但这种评估方式容易受到背景噪声和人为声音的影响，在实验室分析时，需要对信号进行降噪处理，或通过偏相关分析等统计学方法屏蔽噪声影响。